# Bendotretek
Bendotretek is een bestuurslaag in het regentschap Sidoarjo van de provincie Oost-Java, Indonesië. Bendotretek telt 4196 inwoners (volkstelling 2010).